# Tyrbastes
Tyrbastes là một chi thực vật có hoa trong họ Restionaceae.